# Henryk Tomaszewski (Schauspieler)

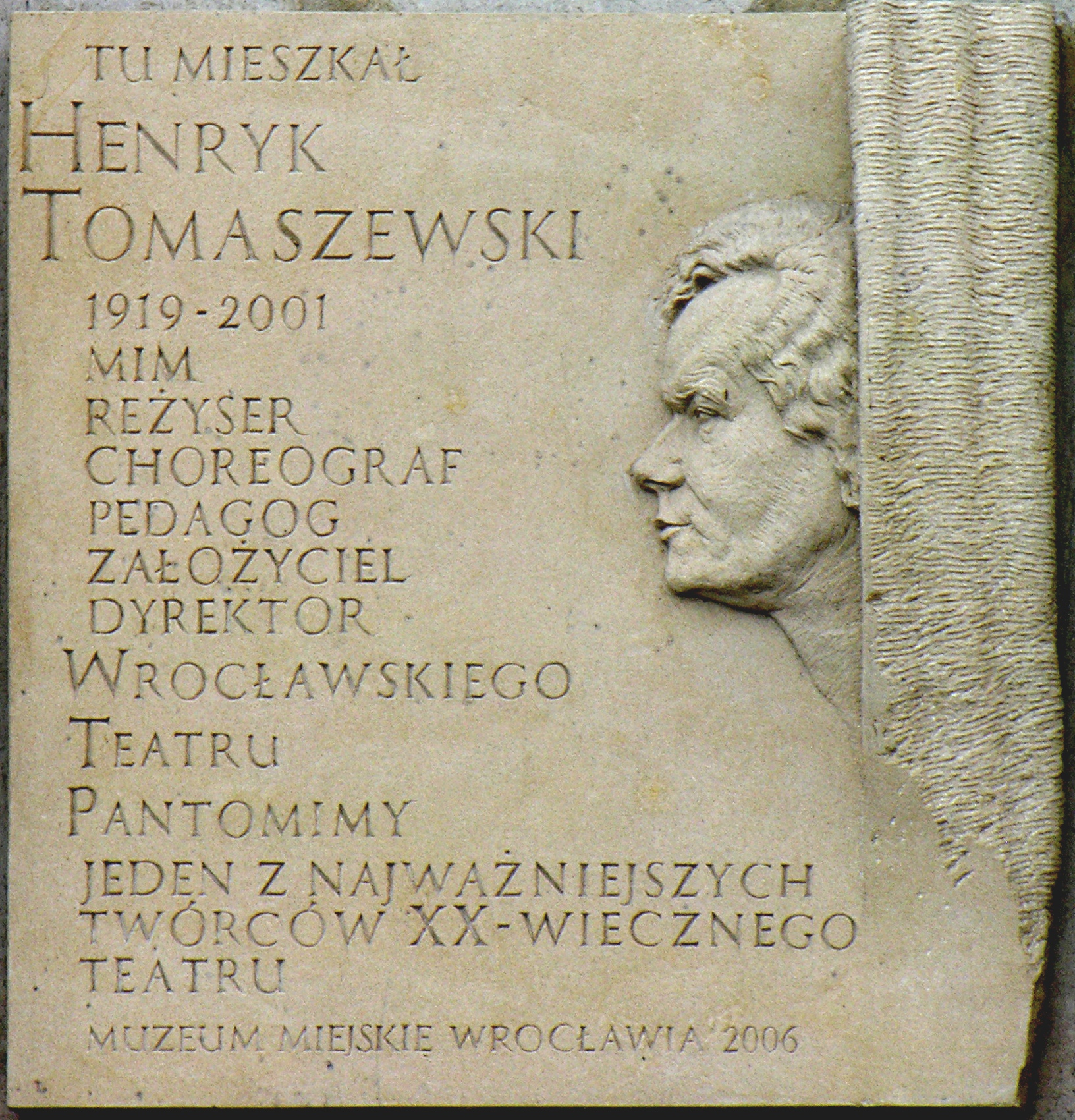
Gedenktafel für Henryk Tomaszewski in Breslau

Henryk Tomaszewski (* 20. November 1919 in Poznań; † 23. September 2001 in Kowary) war ein polnischer Pantomime sowie Tänzer, Schauspieler, Choreograf, Regisseur und Autor. Er gründete im Februar 1956 das Pantomimentheater in Breslau und gilt mit Jerzy Grotowski als einer der größten Künstler des polnischen Theaters des 20. Jahrhunderts.

## Leben
Als Kind einer deutsch-polnischen Familie und der dadurch erworbenen Zweisprachigkeit konnte er sich in beiden Kulturräumen frei bewegen, was sich in der Auswahl seiner Stoffe niederschlug. „Wie viel ich aus dieser Doppelkultur geschöpft habe, weiß ich erst heute,“ sagte er einmal.
Henryk Tomaszewski lernte nach dem Zweiten Weltkrieg im Dramatischen Studio von Iwo Gall und im Ballettstudio von Feliks Parnell in Krakau. Seine Bühnenlaufbahn begann er als Tänzer der Breslauer Oper. 1955 organisierte er in Breslau das Pantomimestudio als lose Theatergruppe, das drei Jahre danach in ein selbständiges und Berufstheater umgestaltet wurde und seit 1959 als Breslauer Pantomimetheater wirkt (dessen Direktor er auch bis kurz vor seinem Tod war). Er war aber auch in anderen Theatern in Polen tätig, so im Polnischen Theater Breslau, im Teatr im. Cypriana Kamila Norwida w Jeleniej Górze, im Polnischen Theater Posen und anderen. Seit 1957 gab er Gastspiele in aller Welt.
Waren es zunächst Sketche, so wurden daraus bald Abend füllende Produktionen, für die er ein größeres, vielseitig ausgebildetes Ensemble benötigte. Das Tänzerische war immer sehr stark ausgeprägt, später setzte er aber auch gesprochenes und gesungenes Wort ein. Die meisten seiner Bühnenwerke waren von der Weltliteratur beeinflusst: „In der Kunst interessieren mich solche Situationen, wenn es uns scheint, dass es eine definitive Lösung gibt, wir schon alles wissen, unterdessen aber die Möglichkeit einer anderen Pointe, einer anderen Lösung auftaucht“, sagte er über seine Stoffwahl.
Zu seinen Schülern gehörten etwa Stanisław Brzozowski.
Zwischen 1960 und 1966 soll Tomaszewski Aktivitäten seiner Freunde und Kollegen an den polnischen Nachrichtendienst Służba Bezpieczeństwa (SB) weitergegeben haben. Es gilt jedoch als bewiesen, dass er dies nicht freiwillig tat, sondern dazu erpresst wurde.

## Aufführungen
- 1958 (?) Der Mantel nach Gogol
- 1959 Der Glöckner von Notre-Dame nach Victor Hugo
- 1963 Das Labyrinth
- 1966 Das Kleid nach japanischen Motiven
- 1966 Der Liebesgarten
- 1968 Gilgamesch
- 1970 Fausts Höllenfahrt (Musik: Hector Berlioz)
- 1971 Der Novembernachtstraum nach Stanisław Wyspiański
- 1972 Die Menagerie der Kaiserin Fillissa nach Frank Wedekind (in Polen noch nicht übersetzt)
- 1973/74 Ich komme morgen nach Euripides/Pasolini[3]

## Auszeichnungen
- Träger des polnischen Staatspreises
- 1962: zwei Preise beim Theater der Nationen
- 1993: Kulturpreis Schlesien des Landes Niedersachsen (Sonderpreis)
- 1995: Ehrenbürger von Breslau[4]
- 1996: Großkreuz des Ordens Polonia Restituta

## Trivia
Während seines Lebens war Henryk Tomaszewski Sammler von Spielzeug, besonders von Puppen. 1994 vermachte er seine Sammlung der Stadt Karpacz, die daraufhin ein Puppen- und Spielzeugmuseum einrichtete.